# Tachyrhynchus nomurai
Tachyrhynchus nomurai is een slakkensoort uit de familie van de Turritellidae. De wetenschappelijke naam van de soort is voor het eerst geldig gepubliceerd in 1958 door Ozaki.